# Chusa Barbero
Chusa Barbero (Madrid, 5 de juliol de 1969) és una actriu espanyola. És llicenciada en art dramàtic per la Reial Escola Superior d'Art Dramàtic (RESAD) de Madrid. Amb una sòlida trajectòria teatral, el cinema i la televisió tampoc li han estat aliens, i ha treballat a les ordres d'Azucena Rodríguez o Pilar Miró. La seva interpretació en Besos para todos, pel·lícula de Jaime Chávarri en la qual va compartir protagonisme amb Emma Suárez i Pilar López de Ayala, li va valer una nominació en els premis Goya de l'any 2000 com millor actriu de repartiment.

## Filmografia

### Televisió
- El súper (1996)
- Médico de familia (1997)
- Ada Madrina' (1998)
- Hospital Central, com Dra. Susana Cortés (2000)
- Cuéntame cómo pasó, (2002)
- El comisario, (2003) y (2007)
- Génesis, en la mente del asesino, com Leticia Bravo (2007)
- El internado, com Susana Saavedra (2007)
- Fuera de lugar, com Bea (2008)
- Lalola, com Angustias (2008)
- No estás sola, Sara, com la psicòloga. (2009)
- Crematorio, com la inspectora de policia (2011).
- Amar es para siempre, com Emilia Jiménez de Baños (2013)[2]
- La que se avecina, (2014)
- El ministerio del tiempo, (2016)
- Centro Médico, (2016,2017,2018)
- serie Traición, (2018)

### Llargmetratges
- Entre rojas, com Gore. Dir. Azucena Rodríguez (1995)
- Tu nombre envenena mis sueños, repartiment. Dir. Pilar Miró (1996)
- Besos para todos, com Marian. Dir. Jaime Chávarri (2000)
- Haz conmigo lo que quieras, com Ángela. Dir. Ramón de España (2003)
- Catarsis, com Luisa. Dir. Ángel Fernández Santos (2004)
- Quiéreme, com l'esposa de Jaime. Dir. Beda Docampo Feijóo (2007)
- Balada triste de trompeta, com la dona enjoiada. Dir. Álex de la Iglesia (2010)

### Curtmetratges
- A pagar en destino, com Mónica. Dir. Juan Luis Bahillo (1999)
- Vínculo, com una reportera. Dir. Carlos Muguiro (1999)
- El castigo, com la madrastra. Dir. Isabel de Ayguavives (2006)
- Hoy te amo. Dir. Ángel Lafuente (2012)
- Mi vida es el cine, com la maquilladora. Dir. Fernando Cayo i Bogdan Ionut Toma (2014)
- Horror Vacui, com la mare. Dir. Daniel Chamorro (2015)

### Teatre
- Don Juan Tenorio, de José Zorrilla. Dir. Ángel Facio (1991)
- Cabalgata, la magia del tiempo. Dir. Joan Font (1992)
- Teatro Nacional, de David Edgard. Dir. Edgard Saba (1993)
- Blanco por fuera, amarillo por dentro, ¿qué es?, Musical. Dir. Adolfo Simón (1994)
- Wozzeck. Dir. José Carlos Plaza (1994)
- Macbeth, de Shakespeare. Dir. Arnold Taraborrelli (1995)
- El corazón de la comedia: musical. Dir. Connie Philp (1995)
- El burlador de Sevilla, de Tirso de Molina. Dir. José Maya (1996)
- De mujeres y casamientos, entremesos de Pedro Calderón de la Barca, Francisco de Quevedo i Jacinto Benavente. Dir. Fernando Rojas (1996)
- Quo vadis, el musical. Dir. Jaime Chávarri (1997)
- El perro del hortelano, de Lope de Vega. Dir. María Ruiz (1999)
- La prueba, de David Auburn. Dir. Jaime Chávarri (2002)
- Historia de una escalera, d'Antonio Buero Vallejo. Dir. Juan Carlos Pérez de la Fuente (2003)
- Rondo para dos mujeres y dos hombres, d'Ignacio Amestoy. Dir. Francisco Vidal (2005)
- El caballero de Olmedo, de Lope de Vega. Dir. José Maya (2006)
- Cruel y tierno, de Martin Crimp. Dir. Javier García Yagüe (2006)
- Así es (si así os parece), de Luigi Pirandello. Dir. Miguel Narros (2007)
- La señorita Julia, de Strindberg. Dir. Miguel Narros (2008)
- El tiempo y los Conway, de J. B. Priestley. Dir. Juan Carlos Pérez de la Fuente (2010-2011)
- Recortes: frágil y reflectante, de Clara Brennan. Dir. Mariano Barroso (2014)
- Cuatro Corazones con Freno y Marcha Atrás, d'Enrique Jardiel Poncela.Dir. Gabriel Olivares (2017)
- Después del Ensayo, d'Ingmar Bergman.Dir. Juan Jose Afonso (2017)

## Premis i nominacions
- Nominada als Premis Goya a la millor interpretació femenina de repartiment per Besos para todos (2000)
- Nominada als Premis de la Unió d'Actors pel seu treball en l'obra teatral La prueba de David Auburn (2003)
- Premi a la Millor Interpretació Femenina en el Festival de Cinema de Ponferrada, pel seu treball en Catarsis(2004)
- Premi a la Millor Interpretació Femenina en el Festival de Cinema de Lorca, pel seu treball en Catarsis (2005)
- Premi Unión de Actores a la millor interpretació femenina de repartiment pel seu treball a Crematorio (2012)[3]